# Chloroclystis aucta
Chloroclystis aucta är en fjärilsart som beskrevs av Claude Herbulot 1962. Chloroclystis aucta ingår i släktet Chloroclystis och familjen mätare. Inga underarter finns listade i Catalogue of Life.